# 道後温泉駅
道後温泉駅（どうごおんせんえき）は、愛媛県松山市道後町1丁目にある伊予鉄道城南線の停留場である。駅番号は24。市内電車（松山市内線）の3、5号線が使用する。
伊予鉄道は市内電車（松山市内線）の停留場を「電停」と呼称しているが、当駅のみ例外的に「駅」の名称を用いている。

## 歴史

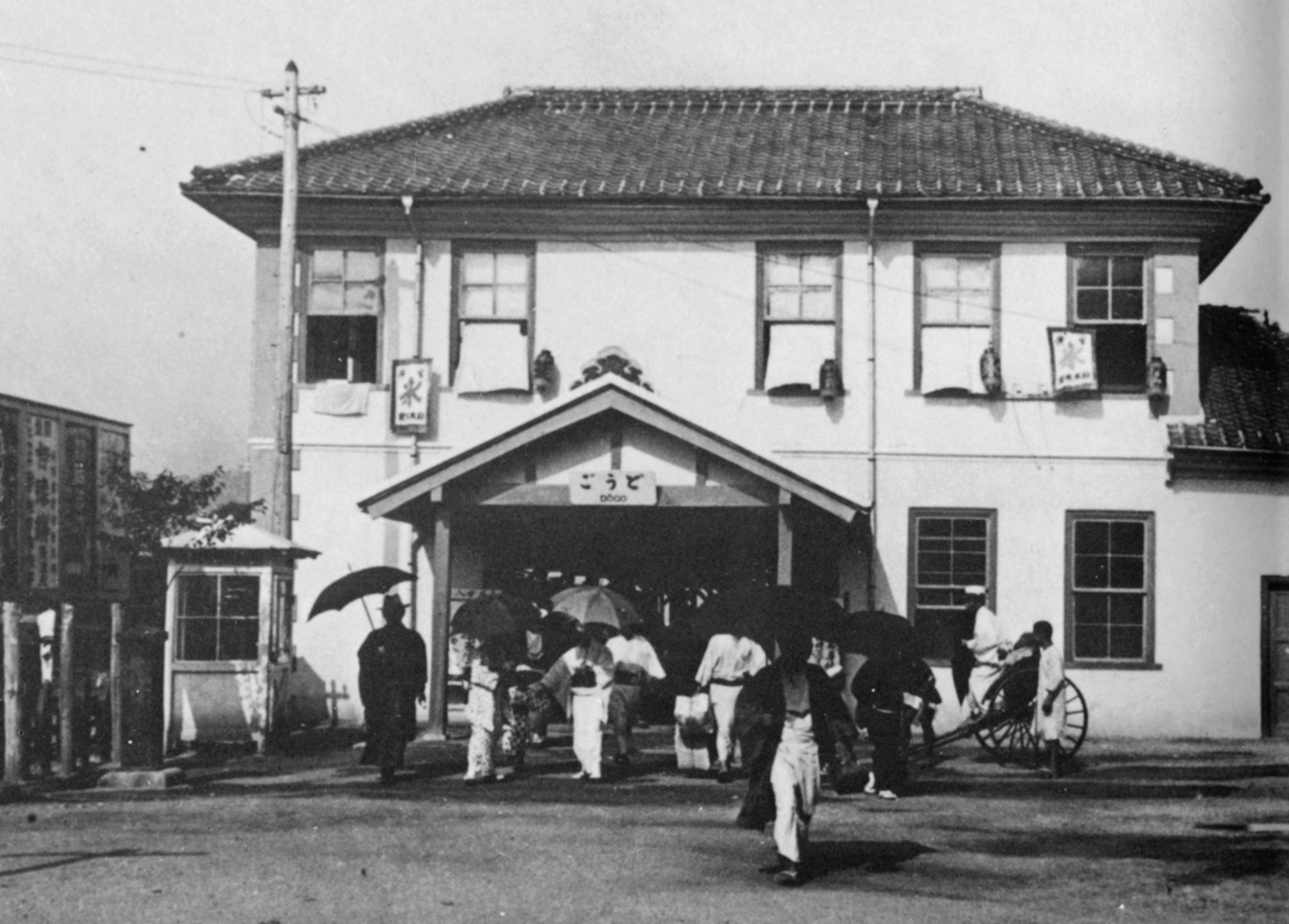
開業同時の駅舎（1895年）

- 1895年（明治28年）8月22日 - 道後鉄道により、現在の引き上げ線付近に道後駅として開業[2]。
- 1900年（明治33年）8月11日 - 会社合併により、伊予鉄道の駅となる[2]。
- 1907年（明治40年）3月 - 松山電気軌道も道後駅を開設[2]。
- 1921年（大正10年）
  - 4月1日 - 松山電気軌道が合併され、こちらも伊予鉄道の駅となる[2]。
  - 5月1日 - 旧松山電気軌道の道後駅を廃止[2]。
- 1926年（大正15年）5月2日 - 旧松山電気軌道の一番町（現：大街道停留場） - 道後間を線路付け替えのうえ、改軌・複線化。現在の城南線が開通。同時に旧道後鉄道の道後 - 御宝町（現：勝山町停留場）間を廃止[2][3]。
- 1961年（昭和36年）4月1日 - 道後温泉駅に改称[2]。
- 1965年（昭和40年）ごろ - 1737年（元文2年）よりある、放生池に噴水を設置[2]。
- 1967年（昭和42年）8月1日 - 集札業務を廃止[2]。
- 1973年（昭和48年） - 駅前の放生池を埋め立て[2]。
- 1975年（昭和50年） - 駅前に道後放生園を設置。かつて道後温泉本館で使用されていた湯釜が置かれた[2][4]。
- 1976年（昭和51年）以前 - 渡り線を設置[2]。
- 1985年（昭和60年）12月 - 旧駅舎を解体[2]。
- 1986年（昭和61年）5月31日 - 駅舎を新築。旧駅舎を忠実に再現するため、建材の一部を再利用。同時に乗務員詰所も復元[2]。
- 1994年（平成6年） - 道後温泉本館建設100周年を記念し、放生池跡地にからくり時計を設置[2]。
- 2001年（平成13年）10月12日 - 坊っちゃん列車専用の留置線（列車展示線）を新設[2]。
- 2002年（平成14年）12月 - 駅前の道後放生園に足湯を新設[2]。
- 2017年（平成29年）12月22日 - 駅舎美装化、及びスロープや点字ブロックの整備などのバリアフリー化が行われた。また、駅舎内にスターバックスコーヒー道後温泉駅舎店が開店[5][6][7]。

## 駅構造
相対式ホーム2面2線。駅の西に引き上げ線があり、折り返しや夜間停泊に使用されている。また、坊っちゃん列車の機関車の方向転換もみられることがある。なお、坊っちゃん列車専用の留置線（列車展示線）もある。駅舎は1911年（明治44年）建築の旧駅舎を、そのままの外観で復元しており、改札はないが、職員が常駐している。

### のりば
| ホーム | 路線     | 行先           |
| ------ | -------- | -------------- |
| 1      | ■3号線   | 松山市駅前行き |
| 1      | ■5号線   | JR松山駅前行き |
| 2      | 降車専用 | 降車専用       |

## バスのりば
停留場前には伊予鉄バスの道後温泉駅前バス停がある。停留場前の広場が狭いため、引き上げ線の北側に路線バス用のターンテーブルがあり、松山空港線普通便では乗客を乗せたまま方向転換する。
高速バス大阪線は駅前広場に進入せず、タクシーのりば付近に停車する。なお、瀬戸内運輸が道後経由で運行している大三島特急線は、当駅から南へ50メートル前後の位置にする「道後公園北口子規記念館前」停留所から発着するほか、宇和島自動車が運行している城辺・松山線は、当駅から南へ300メートル前後（道後公園駅近接）に位置する同社の道後案内所から発着する。
| 路線番号                                     | 路線名                                       | 経路 | 運行事業者          |
| ⑧                                            | ⑧番線                                        | JR松山駅前 - 大手町 - 松山市駅 - 大街道口 - 新立 - 桑原農協前 - 東野 - 石手寺 - 道後温泉駅前 | 伊予鉄バス          |
| （52）                                       | 松山空港線                                   | 松山空港 - 松山斎院営業所口 - JR松山駅前 - 大手町 - 松山市駅 - 市役所前 - 県庁前 - 一番町/大街道 - ロープウェイ前/喜与町 - 日赤前 - 上一万駅前 - 道後温泉駅前                                                                     | 伊予鉄バス          |
| （52）                                       | 松山空港線                                   | 松山空港 - 松山斎院営業所口 - JR松山駅前 - 大手町 - 松山市駅 - 市役所前 - 県庁前 - 一番町/大街道 - ロープウェイ前/喜与町 - 日赤前 - 上一万駅前 - 道後温泉駅前 - 石手寺 - 岩堰 - 湯之元 - 奥道後 - 湧ヶ淵                          | 伊予鉄バス          |
| （52）                                       | 松山空港線                                   | 松山空港 - 松山斎院営業所口 - JR松山駅前 - 大手町 - 松山市駅 - 市役所前 - 県庁前 - 一番町/大街道 - ロープウェイ前/喜与町 - 日赤前 - 上一万駅前 - 道後温泉駅前 - 石手寺 - 岩堰 - 湯之元 - 湯の山ニュータウン                       | 伊予鉄バス          |
| 松山空港リムジン（松山空港まで途中降車不可） | 松山空港リムジン（松山空港まで途中降車不可） | 松山空港 | 伊予鉄バス          |
| オレンジライナーえひめ号（夜行便）           | 大阪線                                       | （八幡浜 - 西大洲 - 大洲本町 - 内子 -松山室町営業所 - 松山市駅 - 大街道 - 道後温泉 - 余戸南インター - 松山インター口 - 川内インター） - （西宮北インター - 宝塚インター - 千里中央 - 千里ニュータウン - 新大阪 - 大阪阪急三番街） | 伊予鉄バス/阪急バス |
| オレンジフェリー東予港連絡バス               | オレンジフェリー東予港連絡バス               | 東予港→（川内インター→松山インター口→松山市駅→JR松山駅前→道後温泉駅前） | 伊予鉄南予バス      |

※経路の（停留所 - 停留所）でくくった中の相互の乗降はできない。

## 駅周辺
道後温泉駅前には公園の「道後放生園」が整備されており、坊っちゃんカラクリ時計や足湯がある。駅前は道後商店街（アーケードあり）の南入り口に隣接している。
松山地方の秋祭りの一つである湯神社・伊佐爾波神社の祭礼の際、神輿の鉢合わせを行うため、停留場前広場及び停留場前の道路は当日未明から通行止めとなる。
- 道後温泉本館
- 道後商店街
- 道後公園
- 湯築城跡
- 松山市立子規記念博物館
- 伊予銀行道後支店
- 愛媛銀行道後支店
- 愛媛信用金庫道後支店
- 四国霊場第五十一番札所石手寺

## 隣の停留場
伊予鉄道
■3号線・■5号線
道後温泉駅 (24) - 道後公園停留場 (23)
坊っちゃん列車
道後温泉駅 (24) - 上一万停留場 (16)（降車のみ）

## ギャラリー

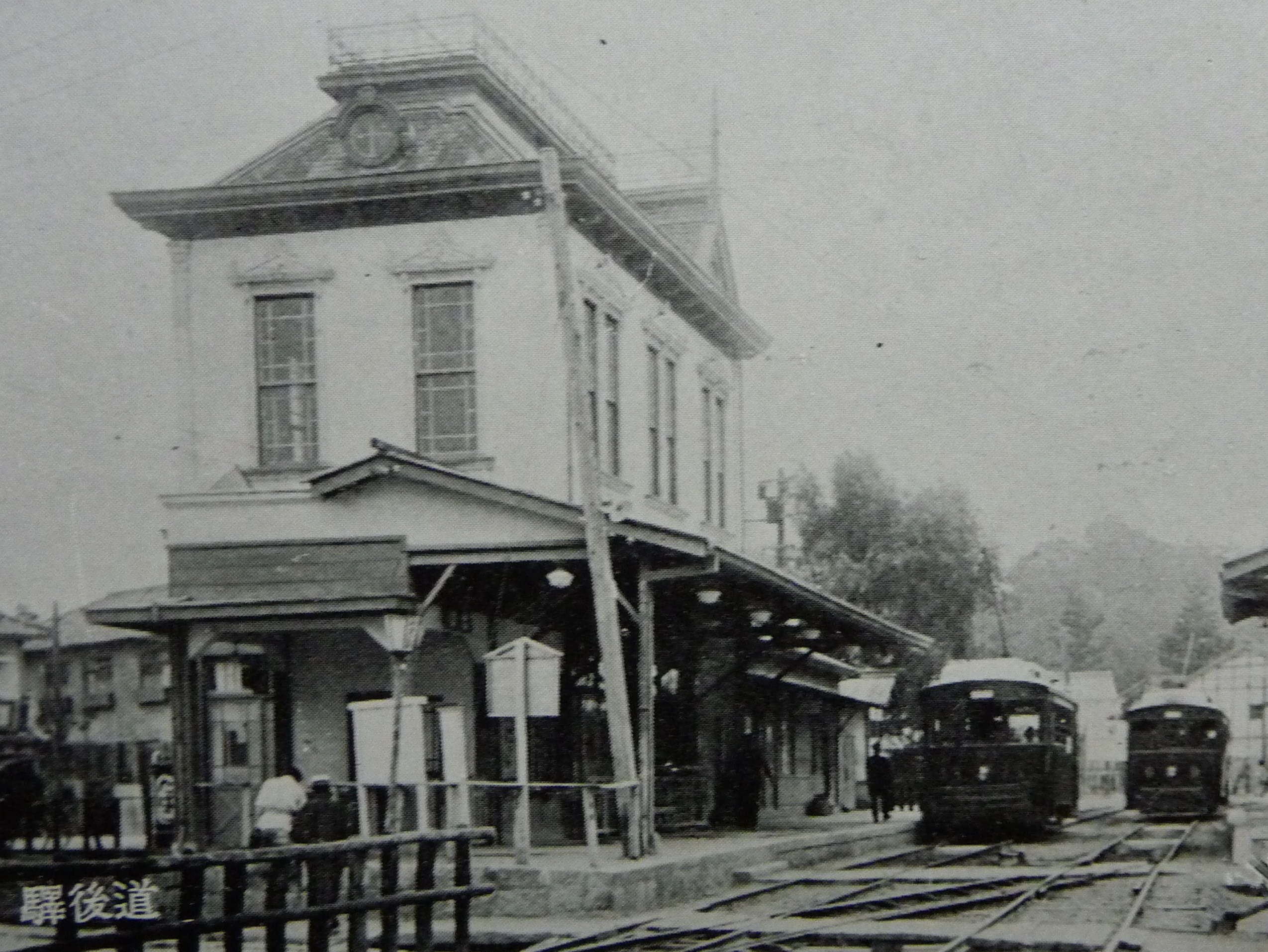
先代駅舎・伊豫鐵道電氣時代（1930年頃）
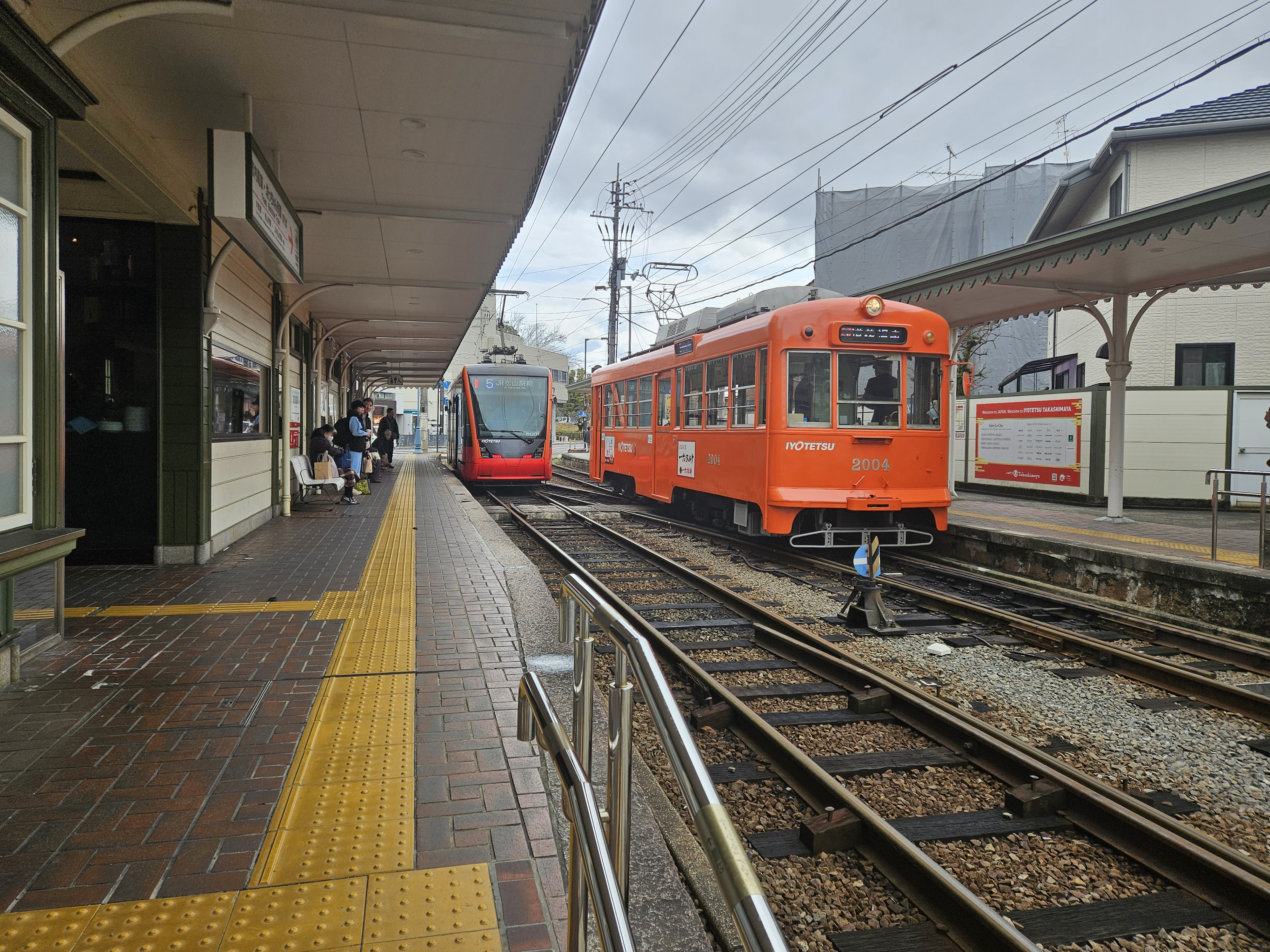
のりば
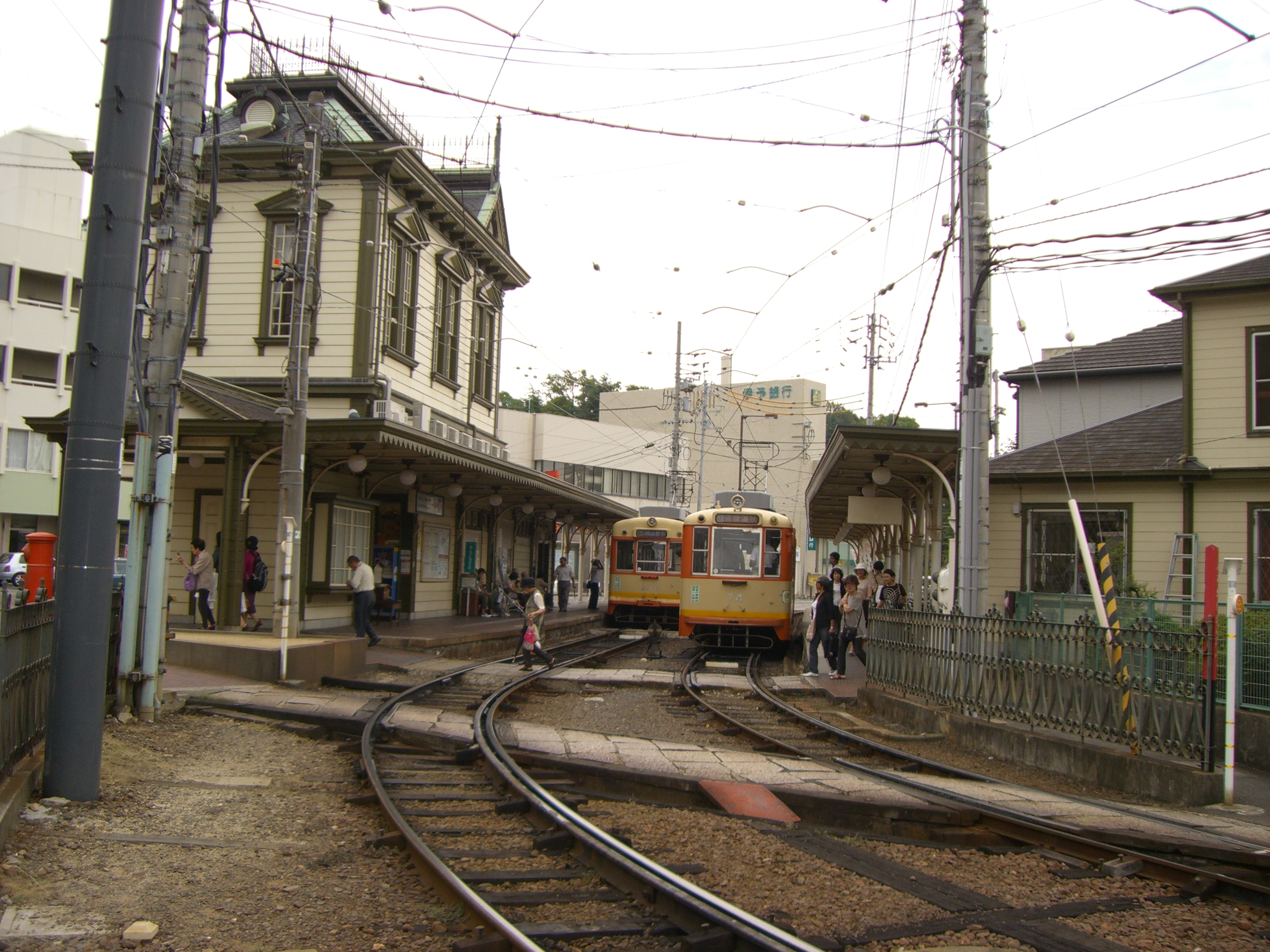
引き上げ線から見た駅の全容
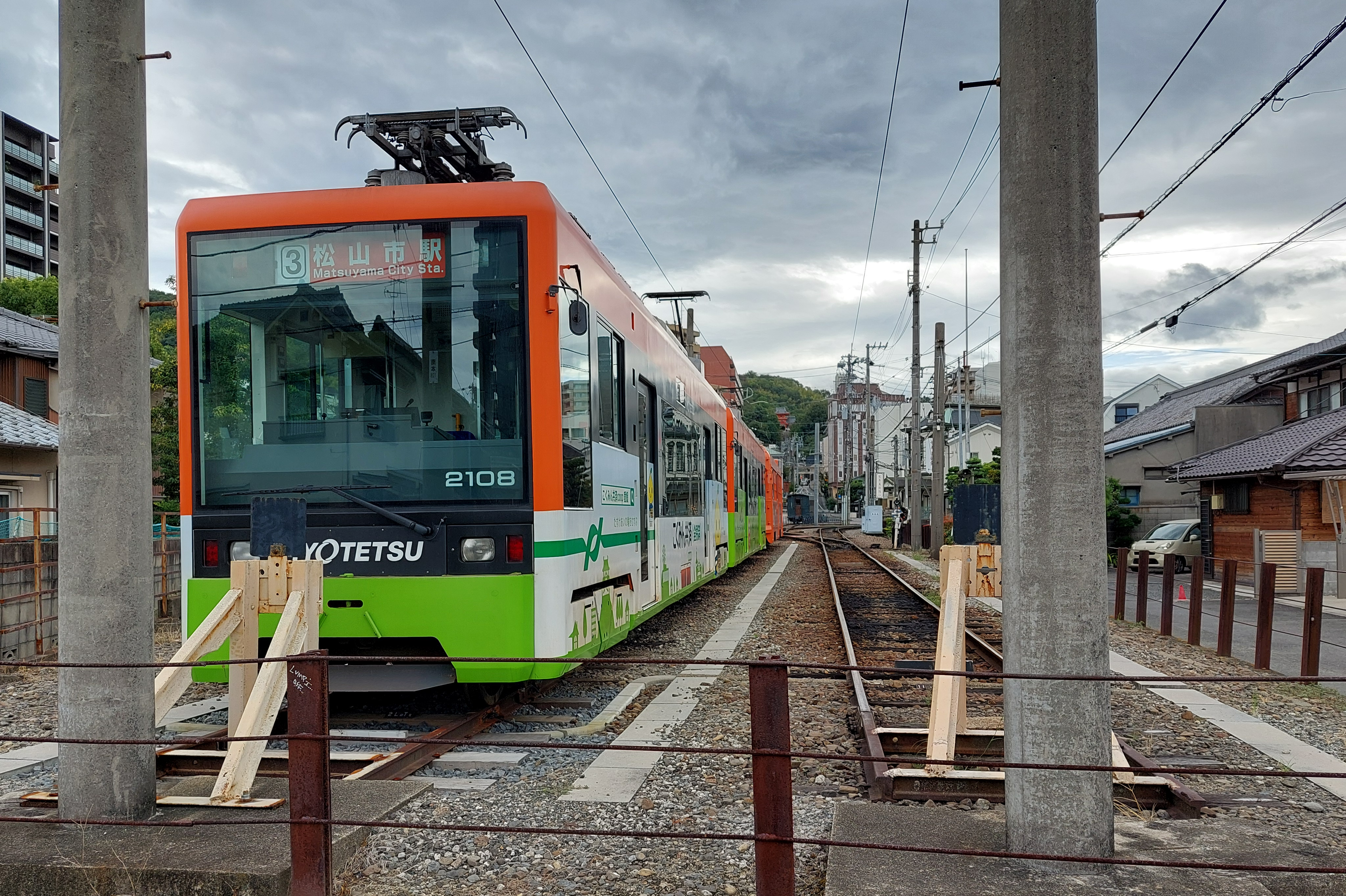
引き上げ線
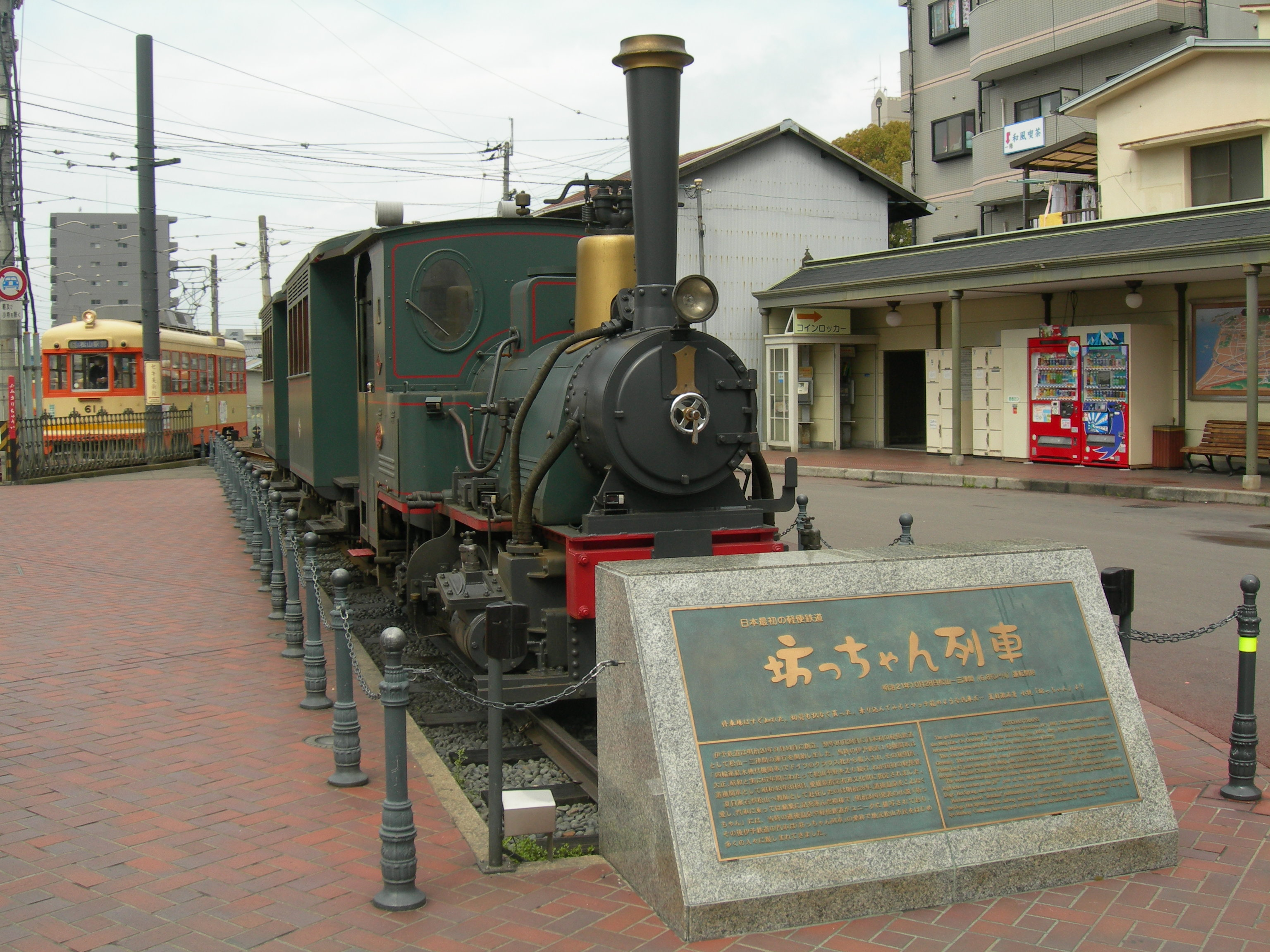
列車展示線に入線中（2008年3月）
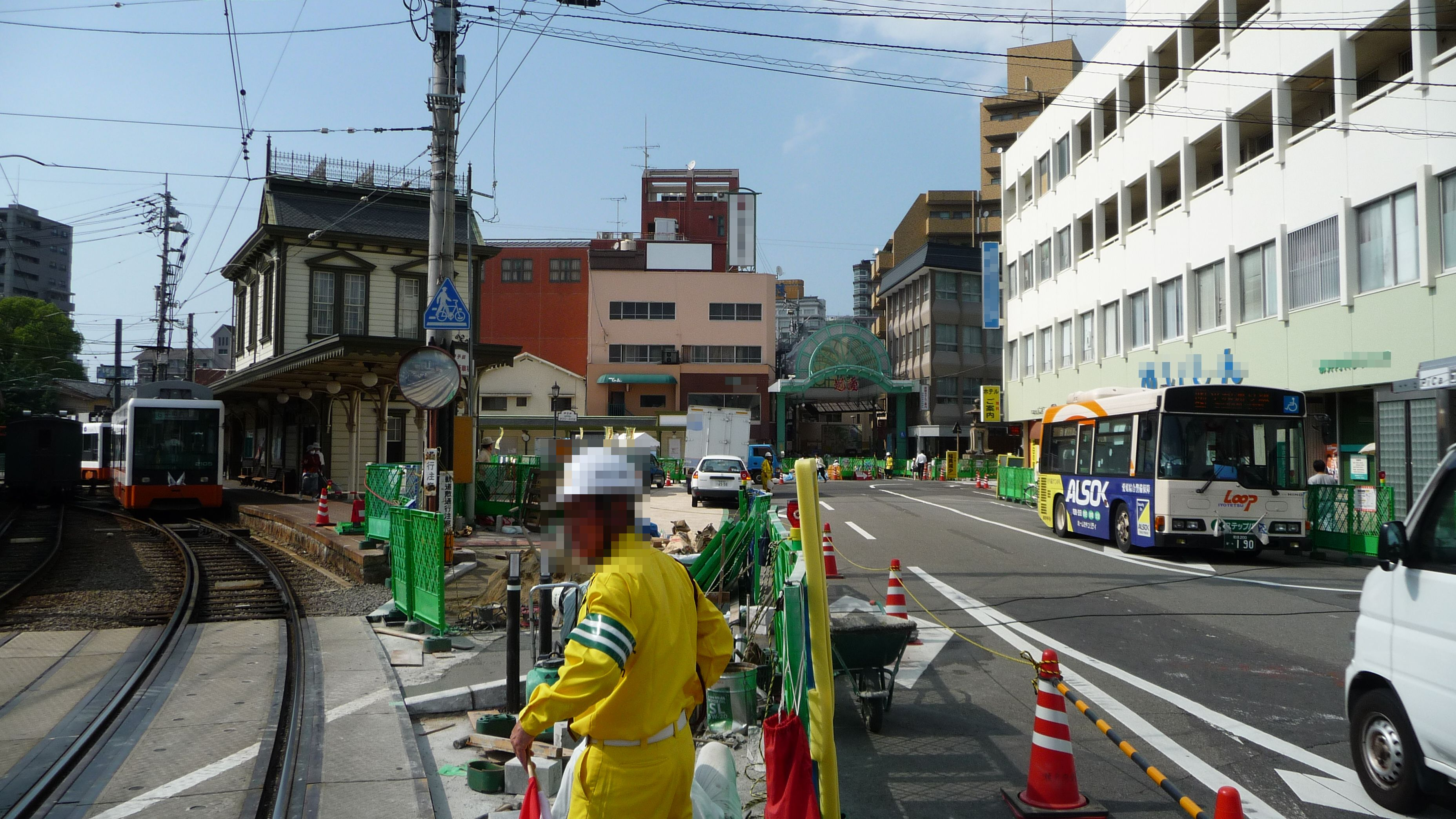
工事が進む駅前（2009年7月）
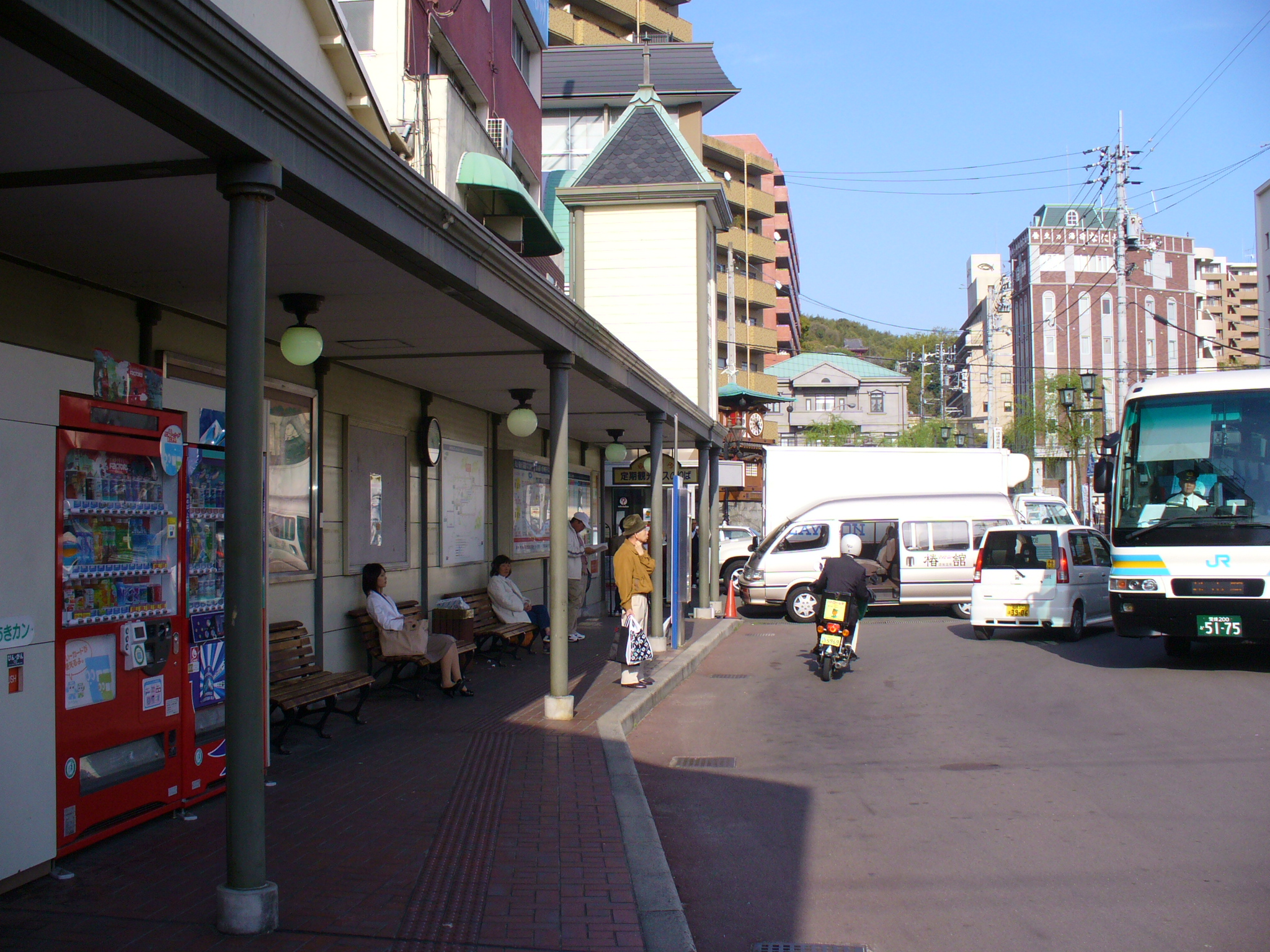
バスのりば
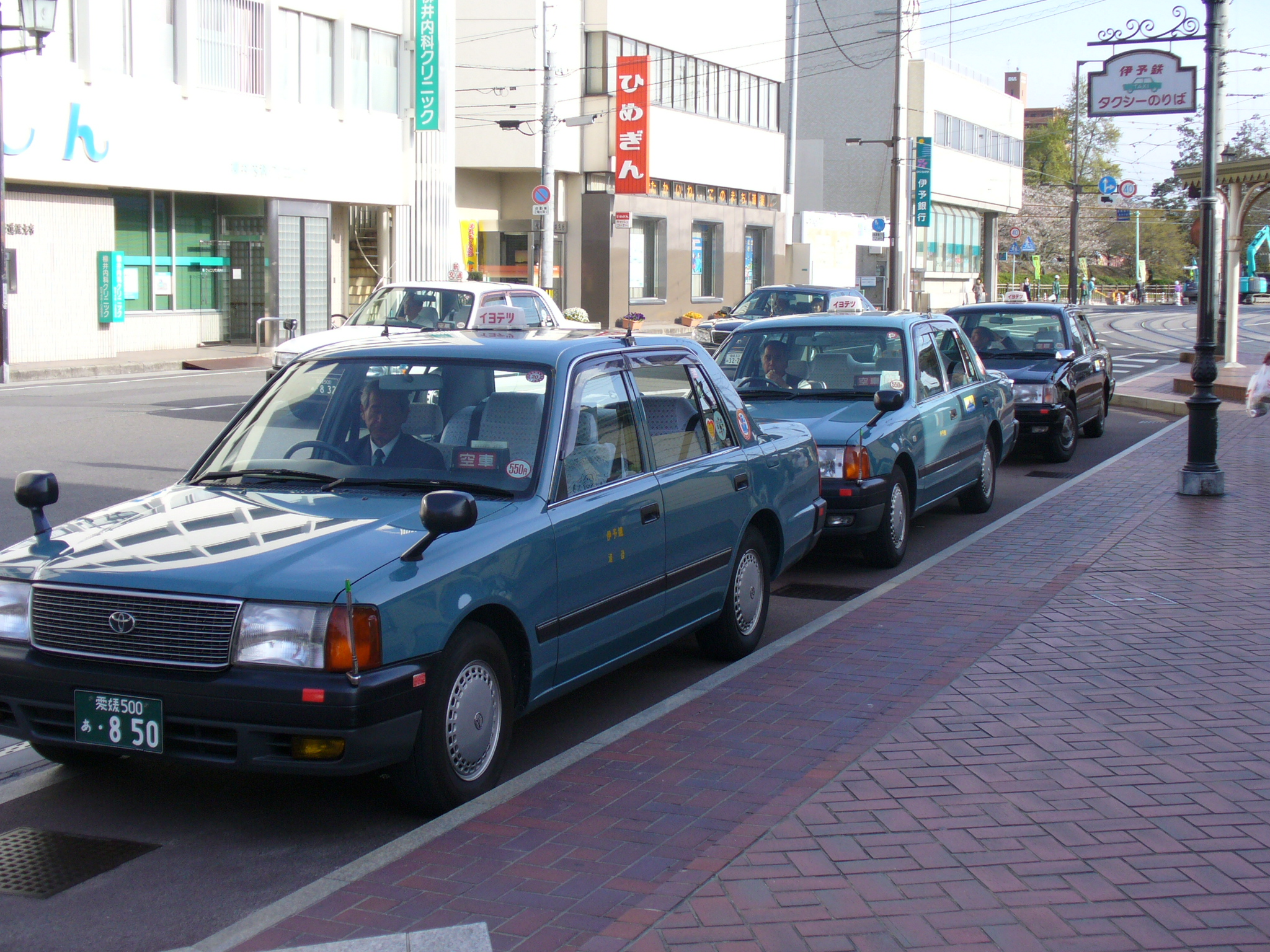
タクシーのりば
駅前のからくり時計